# Persone di nome Mohammed/Calciatori
| Questa pagina contiene informazioni ricavate automaticamente dalle voci biografiche con l'ausilio del template Bio e di un bot. L'aggiornamento è periodico e automatico e ricostruisce completamente la pagina. Se manca una persona in questa lista, sei pregato di non aggiungerla, ma accertati piuttosto che la sua voce biografica contenga il template Bio e che i dati anagrafici siano correttamente compilati. Se il template Bio manca, inseriscilo tu stesso o, in alternativa, metti l'avviso {{tmp\|Bio}} che ne segnala la mancanza. Se i dati riportati sono sbagliati, correggi direttamente la voce biografica; le modifiche saranno visibili in questa lista entro pochi giorni. Per chiarimenti vedi il progetto antroponimi. La lista contiene solo le 115 persone che sono citate nell'enciclopedia e per le quali è stato implementato correttamente il template Bio. Pagina aggiornata al 22 lug 2025. |

Questa è una lista di persone presenti nell'enciclopedia che hanno il nome Mohammed e sono calciatori.

## A(45)
- Mohammed Abdellaoue, ex calciatore norvegese (Oslo, n. 1985)
- Mohammed Abderrazak, calciatore e allenatore di calcio marocchino (Sète, n. 1925)
- Mohammed Abbas, calciatore emiratino (al-'Ayn, n. 2002)
- Mohammed Abu, ex calciatore ghanese (Accra, n. 1991)
- Mohammed Abubakari, calciatore ghanese (Kumasi, n. 1986)
- Mo Adams, calciatore inglese (Nottingham, n. 1996)
- Mohammed Ahamed, ex calciatore somalo (Burao, n. 1985)
- Mohammed Al-Hardan, calciatore bahreinita (Al Muharraq, n. 1997)
- Mohammed Tayeb Al Alawi, calciatore bahreinita (n. 1989)
- Mohammed Al Attas, calciatore emiratino (Abu Dhabi, n. 1997)
- Mohammed Salem Al-Enazi, ex calciatore qatariota (Riyad, n. 1976)
- Mohammed Al-Bakri, calciatore qatariota (n. 1997)
- Mohammed Al-Balushi, calciatore omanita (Oman, n. 1989)
- Mohammed Al-Breik, calciatore saudita (n. 1992)
- Mohammad Al-Buraiki, ex calciatore kuwaitiano (n. 1980)
- Mohamed Al-Deayea, ex calciatore saudita (Tabuk, n. 1972)
- Mohammed Al-Fatil, calciatore saudita (Qatif, n. 1992)
- Mohammed Al-Fuhaid, calciatore saudita (Hofuf, n. 1990)
- Mohammed Al-Ghassani, calciatore omanita (al-Suwayq, n. 1985)
- Mohammed Al-Jahani, calciatore saudita (n. 1974)
- Mohammed Al-Khojali, ex calciatore saudita (n. 1973)
- Mohammed Marzooq, calciatore emiratino (Al Ain, n. 1989)
- Mohammed Al-Mukhaini, calciatore omanita (Sur, n. 1982)
- Mohammed Al-Musalami, calciatore omanita (n. 1990)
- Mohammed Rabia Al-Noobi, ex calciatore omanita (Dhofar, n. 1981)
- Mohammed Al-Owais, calciatore saudita (n. 1991)
- Mohammed Al-Rawahi, calciatore omanita (Mascate, n. 1993)
- Mohammed Al-Rubaie, calciatore saudita (n. 1997)
- Mohammed Al-Saiari, calciatore saudita (n. 1993)
- Mohammed Al-Siyabi, calciatore omanita (Barka', n. 1988)
- Mohammed Alhassan, calciatore ghanese (Ghana, n. 1984)
- Mohammed Ali Shaker, calciatore emiratino (Dubai, n. 1997)
- Mohammed Ali Karim, calciatore iracheno (n. 1986)
- Mohammed Khalvan, calciatore emiratino (n. 1992)
- Mohammed Haider Alo Ali, calciatore emiratino (n. 1979)
- Mohammed Aliyu Datti, ex calciatore nigeriano (Kaduna, n. 1982)
- Mohammed Ameen, ex calciatore saudita (n. 1980)
- Mohammed Aoulad, ex calciatore belga (Bruxelles, n. 1991)
- Mohammed Awaed, calciatore israeliano (Tamra, n. 1997)
- Mohammed Ayash, calciatore yemenita (n. 1986)
- Mohamed Fawzi, calciatore emiratino (Ras al-Khaimah, n. 1990)
- Mohammed Fayez, ex calciatore emiratino (Umm al-Qaywayn, n. 1989)
- Mohammed Gholam, ex calciatore qatariota (Qatar, n. 1980)
- Mohammed Jamal, calciatore emiratino (Dubai, n. 1989)
- Mohammed Qassim, calciatore emiratino (Abu Dhabi, n. 1981)

## B(7)
- Mohammed Ba Rowis, calciatore yemenita (n. 1988)
- Mohammed Bakhati, calciatore egiziano
- Mohammed Abdul Basit, calciatore ghanese (Accra, n. 1990)
- Mohammed Bassim, calciatore palestinese (n. 1995)
- Mohammed Boqshan, calciatore yemenita (n. 1994)
- Zakaria Boulahia, calciatore algerino (ʿAyn Temūshent, n. 1997)
- Mohammed Bradja, ex calciatore algerino (Troyes, n. 1969)

## C(3)
- Mohammed Camara, ex calciatore guineano (Conakry, n. 1975)
- Mohammed Chaouch, ex calciatore marocchino (Berkane, n. 1966)
- Amin Cherni, calciatore tunisino (Parigi, n. 2001)

## D(5)
- Mohammed Darweesh, calciatore palestinese (Fureidis, n. 1994)
- Mohammed Dauda, calciatore ghanese (Kumasi, n. 1998)
- Mohammed Dawood Yaseen, calciatore iracheno (Baghdad, n. 2000)
- Mohammed Diomande, calciatore ivoriano (Yopougon, n. 2001)
- Mohammed Djetei, calciatore camerunese (Yaoundé, n. 1994)

## E(1)
- Mohammed Alhaj, calciatore qatariota (n. 1982)

## F(4)
- Mohammed Fatau, calciatore ghanese (Accra, n. 1992)
- Mohammed Fellah, ex calciatore norvegese (Oslo, n. 1989)
- Mohammed Fuad Omar, calciatore yemenita (n. 1989)
- Mohammed Fuseini, calciatore ghanese (n. 2002)

## G(2)
- Mohammed Gambo, ex calciatore nigeriano (Kano, n. 1988)
- Mohammed Gargo, ex calciatore ghanese (Accra, n. 1975)

## H(5)
- Mohammed Hameed, calciatore iracheno (Falluja, n. 1993)
- Mohammed Hassan, calciatore egiziano (Porto Said, n. 1905 - Porto Said, † 1973)
- Mohammed Hazzaz, calciatore marocchino (Fès, n. 1945 - Fès, † 2018)
- Jarir Houmane, calciatore marocchino (Casablanca, n. 1944 - † 2018)
- Mohammed Husseini, calciatore tanzaniano (Dar es Salaam, n. 1995)

## I(1)
- Mohammed Ibrahem, ex calciatore e allenatore di calcio kuwaitiano (Al Kuwait, n. 1962)

## J(3)
- Mohammed Waad, calciatore iracheno (Baghdad, n. 1999)
- Mohammed Jahfali, calciatore saudita (n. 1990)
- Mohammed Mbye, calciatore gambiano (Banjul, n. 1989)

## K(9)
- Mohammed Kaci Said, ex calciatore algerino (Algeri, n. 1958)
- Mohammed Kalibat, ex calciatore israeliano (Basmat Tab'un, n. 1990)
- Mohammed Kamara, calciatore liberiano (Sinkor, n. 1997)
- Mohammed Salisu, calciatore ghanese (Accra, n. 1999)
- Mohammed Kasola, calciatore qatariota (Accra, n. 1985)
- Mohammed Kassid, calciatore iracheno (Baghdad, n. 1986)
- Mohammed Al-Naimi, calciatore qatariota (n. 2000)
- Mohammed Kna'an, calciatore israeliano (Majd al-Krum, n. 2000)
- Mohammed Kudus, calciatore ghanese (Accra, n. 2000)

## L(1)
- Mohammed Lawal, ex calciatore nigeriano (Kaduna, n. 1939)

## M(7)
- Mohammed Mahroufi, ex calciatore marocchino (n. 1947)
- Mohammad Rashid Mazaheri, ex calciatore iraniano (n. 1989)
- Mohammed El Filali, ex calciatore marocchino (n. 1945)
- Mohammed Khalil, calciatore palestinese (Ramallah, n. 1998)
- Mohammed Mubarak, calciatore qatariota (Doha, n. 1984)
- Mohammed Muntari, calciatore ghanese (Kumasi, n. 1993)
- Mohammed Musa, calciatore sudanese (n. 1984)

## N(4)
- Mohammed Nasser, calciatore emiratino (Dubai, n. 1988)
- Mohammed Noor, ex calciatore saudita (La Mecca, n. 1978)
- Mohammed Saleh, calciatore palestinese (n. 1993)
- Mohammed Nur, ex calciatore nigeriano (n. 2002)

## O(3)
- Mohammed Omar Ahmed, ex calciatore kuwaitiano (Dubai, n. 1976)
- Mohammed Osman, calciatore olandese (Al-Qamishli, n. 1994)
- Mohammed Ouseb, ex calciatore namibiano (Tsumeb, n. 1974)

## R(4)
- Mohammed Rabii, calciatore marocchino (n. 2001)
- Mohammed Rabiu, ex calciatore ghanese (Accra, n. 1989)
- Mohammed Rafique, calciatore indiano (Calcutta, n. 1991)
- Moha Rharsalla, calciatore marocchino (Oujda, n. 1993)

## S(6)
- Mohammed Saeid, ex calciatore svedese (Örebro, n. 1990)
- Mohammed Salim, calciatore indiano (Calcutta, n. 1904 - Calcutta, † 1980)
- Mohammed Samadi, ex calciatore marocchino (Rabat, n. 1970)
- Mohammed Sangare, calciatore liberiano (Monrovia, n. 1998)
- Mohammed Jabbar Shwkan, calciatore iracheno (Bassora, n. 1993)
- Mohammed Sylla, ex calciatore ivoriano (Bouaké, n. 1977)

## T(2)
- Mohammed Tchité, ex calciatore burundese (Bujumbura, n. 1984)
- Mohammed Trésor, calciatore qatariota (n. 1987)

## Z(3)
- Yassir Zabiri, calciatore marocchino (n. 2005)
- Mohammed Zaboul, ex calciatore marocchino (Marocco, n. 1979)
- Mohammed Zami, ex calciatore e ex giocatore di calcio a 5 malaysiano (n. 1972)